# Lev Pyšnov
Lev Nikolaevič Pyšnov, anglicizzato in Lev Nikolayevich Pyshnov (in russo Лев Николаевич Пышнов?; Odessa, 11 ottobre 1891 – Hendon, 28 maggio 1959), è stato un pianista russo con cittadinanza sovietica, residente nel Regno Unito.
La sua carriera si è svolta principalmente in Occidente, a partire dagli anni Venti. Fu particolarmente legato alle esecuzioni delle opere di Frédéric Chopin, ma suonò anche lavori di Franz Schubert, Robert Schumann e Franz Liszt . Sua fu una delle prime registrazioni della Sonata in sol maggiore di Schubert, D 894, realizzata per la English Columbia intorno al 1928. 

## Infanzia e primi studi
Pyšnov nacque in una famiglia aristocratica russa di Kiev o di Odessa, si avvicinò al pianoforte fin da bambino e, avendo acquisito già prima dei dieci anni una certa predisposizione, tenne due concerti pubblici. I suoi genitori, non volendo che venisse sfruttato, lo scoraggiarono, ma dopo la morte del padre (quando Lev aveva 9 anni), le difficoltà finanziarie lo portarono ad accettare ingaggi per concerti e si guadagnò rapidamente una buona reputazione. Furono assecondate le inclinazioni personali per la sua istruzione, in quanto egli nutriva un particolare interesse per la chimica. All'età di 14 anni entrò a far parte della State Opera Company, ma un incontro casuale con Feodor Chaliapin lo convinse a proseguire gli studi di pianoforte. 

## Studi accademici e formazione
Studiò al Conservatorio di San Pietroburgo con Anna Yesipova (pianoforte) e ricevette lezioni da Rimsky-Korsakov, Liadov e Glazunov (composizione) e Nikolai Tcherepnin (direzione d'orchestra). Fu uno degli studenti più brillanti del suo tempo e nel 1910 si laureò con un diploma di prima classe, una medaglia d'oro e un premio in denaro equivalente a 120 sterline per un viaggio in Europa. In quell'anno gareggiò per il Premio Rubinstein di San Pietroburgo con Arthur Rubinstein, Alexander Borovsky, Julius Isserlis, Edwin Fischer e Alfred Hoehn (risultato il vincitore). Tuttavia, invece di intraprendere subito una carriera concertistica di alto profilo, scelse invece di fare un viaggio musicale attraverso vari paesi europei, studiando la musica e incontrando i musicisti dei vari paesi, cosa che ampliò notevolmente le sue esperienze. 
Ritornato in Russia, intraprese una tournée con l'illustre violinista ungherese Leopold Auer, a cui seguì una tournée come solista di pianoforte. Ciò gli valse numerose offerte di ingaggi nei principali centri europei. La sua fama internazionale stava crescendo quando la prima guerra mondiale interruppe la sua carriera. A causa della sua miopia, egli fu esentato dal servizio militare ma, essendo confinato in Russia, suonò nei campi militari e tenne una serie di concerti per i feriti e i convalescenti negli ospedali. 

## Carriera in Occidente
Pyšnov rimase in Russia durante la Rivoluzione russa, soffrendo notevoli privazioni, e nel 1919 ebbe l'opportunità di compiere una tournée di concerti in Persia (Iran). Fu il primo eminente pianista europeo a farlo. Dopo aver completato con successo l'impresa, tornò in Russia e poco dopo fuggì attraverso la frontiera russa, dirigendosi a Parigi. Nel 1920 si trasferì a Londra, dove era sconosciuto, ma tenne il suo primo e acclamato recital alla Wigmore Hall il 2 febbraio 1921, dove fu molto ammirato da Ernest Newman . Da quel momento si stabilì in Gran Bretagna. 
La sua carriera irruppe così sulla scena europea. Tenne numerosi concerti in Gran Bretagna, a Londra alla Queen's Hall e alla Royal Albert Hall, con la Hallé Orchestra a Manchester e con la Scottish Orchestra. Nel 1924 le sue numerose composizioni per orchestra, violino e pianoforte erano ancora manoscritti, ma i suoi pezzi per pianoforte erano già stati pubblicati. Iniziò a tenere regolarmente concerti nelle principali città di Francia, Germania, Belgio e Paesi Bassi e fu negli Stati Uniti nelle stagioni 1924-25 e 1925-26, quando tenne concerti nelle principali città. La sua carriera alla fine assunse una carattere internazionale. 
Nell'estate del 1926 dedicò un'intera settimana di recital pianistici incentrati sull'esecuzione di oltre settanta delle principali opere di Chopin, e ripeté i concerti nel 1927 con grande successo.  Il 2 dicembre 1928 tenne la prima esecuzione in Gran Bretagna del Concerto per pianoforte n. 4 di Rachmaninoff a Manchester, trasmesso dalla BBC.  Nelle registrazioni del 1930 circa lo si può ascoltare come accompagnatore di Frank Titterton nel repertorio dei Lieder di Schubert . Fu tra i primi pianisti a trasmettere da Savoy Hill nel 1925 e nel 1938 fu il primo a essere trasmesso in televisione, dall'Alexandra Palace . Durante la seconda guerra mondiale tenne concerti per operai, minatori e scaricatori di porto e fece lunghe tournée tra le forze armate in Medio Oriente. 
Pyšnov realizzò un numero considerevole di registrazioni, soprattutto di Chopin e Liszt . Aveva una tecnica molto sviluppata e una delicatezza e sensibilità notevoli nelle sfumature, caratteristiche che gli valsero grandi elogi da parte di alcuni critici.
Morì a Hendon, nel Middlesex . La sua vedova, Dorothy (nata Hildreth), ex allieva, morì solo tre settimane dopo di lui.